# Suttoniella arnaudii
Suttoniella arnaudii är en svampart som beskrevs av Hoyo & Gómez-Bolea 2004. Suttoniella arnaudii ingår i släktet Suttoniella, divisionen sporsäcksvampar och riket svampar.   Inga underarter finns listade i Catalogue of Life.